# Forteresse d'Aguada

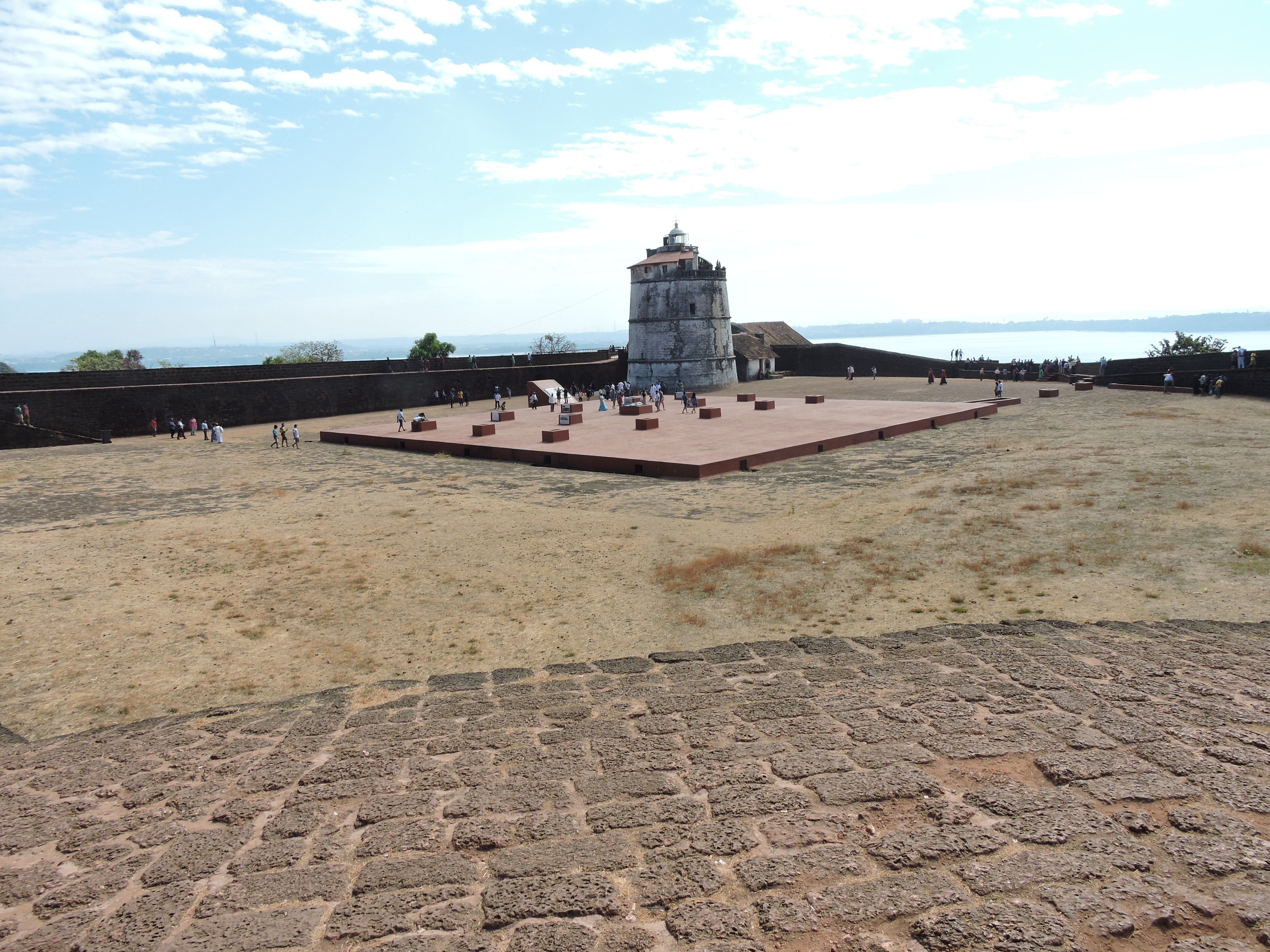
Forteresse d'Aguada, Goa, Inde

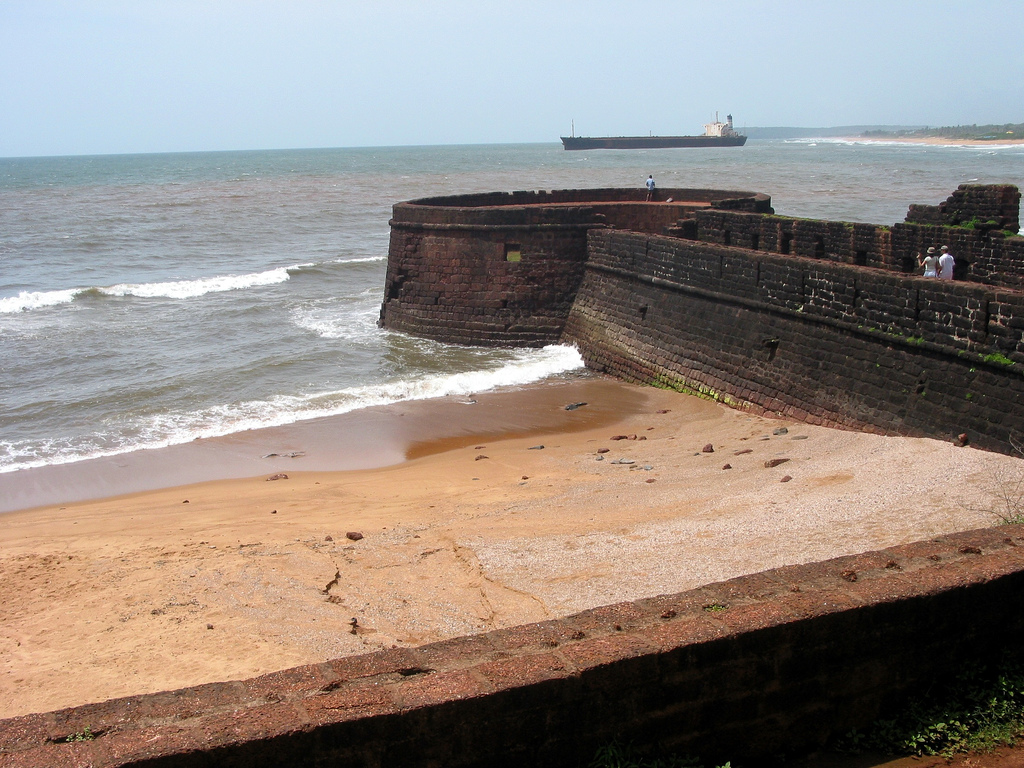
Forteresse d'Aguada: bastion surplombant la plage de Sinquerim et la mer d'Oman

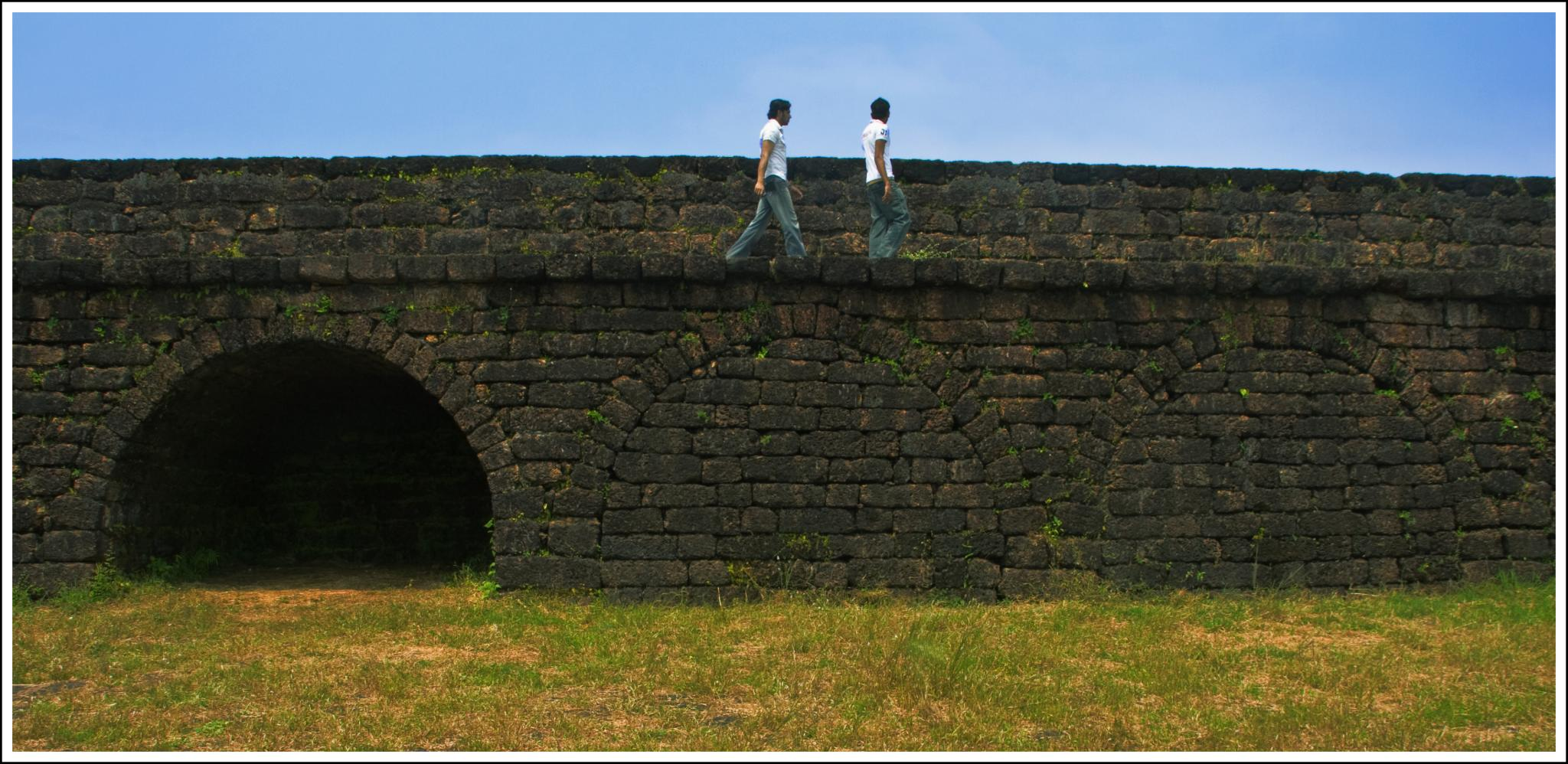
Forteresse d'Aguada: aspect du parapet

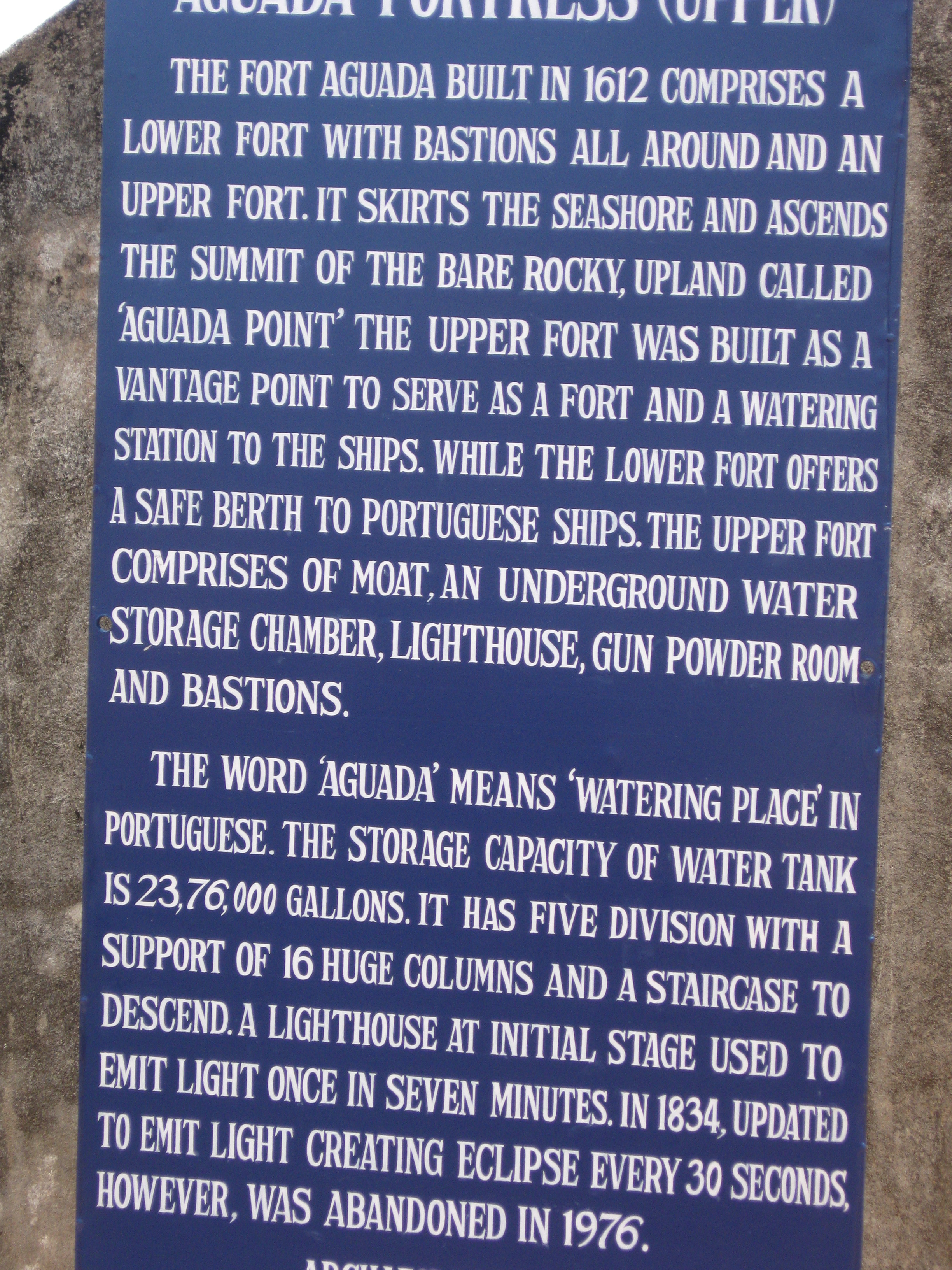
Forteresse d'Aguada: plaque d'histoire

La forteresse d'Aguada est une forteresse portugaise en Inde, située à l'extrémité sud de la plage Sinquerim, à Candolim, municipalité de Bardez, district de Goa du Nord dans l'État de Goa sur la côte ouest de l'Inde. Localement, il est mieux connu sous le nom anglais de Fort Aguada.
Il faisait partie d'un vaste complexe fortifié, commencé au XVIe siècle par les Portugais comme première défense de la rivière Mandovi, accès à Goa, alors capitale de l'État portugais de l'Inde. Son nom est dû au fait que c'est sous ses murs que les navires faisaient leur l'approvisionnement en eau potable à partir de trois sources.

## Histoire
La construction du complexe a été achevée en 1612.
Son artillerie se montait à 79 pièces, nombre important à l'époque.
L'ensemble s'est agrandi au fil des siècles, pour contrer les raids hollandais et anglais contre Goa.
Au XXe siècle, sous le nouvel État portugais, les locaux de l'ancienne fortification furent utilisés comme prison politique.
Après l'annexion de Goa par l'Inde, une partie du monument a été rénovée en hôtels cinq étoiles: le Taj Beach Resort et le Fort Aguada Beach Resort, de The Indian Hotels Co. Il fut utilisé en 2007 comme lieu de tournage du feuilleton "Fascínios" de la chaîne portugaise TVI.

## Caractéristiques
Le complexe est dominé par un réduit principal où se dressait une tour avec un phare du XVIIe siècle. Ce noyau a couronné un système complexe de murs, de ponts, de douves, de routes couvertes et de bastions qui s'étendent sur toute la péninsule et descendent vers la mer, protégeant la source d'eau taillée dans la roche qui alimentait les navires à la "porte de la mer" et empêchant l'accès à Goa.
Le phare actuel a également été construit par les Portugais et remonte à 1864, le plus ancien du genre en Asie. Il est désactivé depuis 1976.
Fort Aguada Beach Resort se compose de villas et chalets avec un total de 130 chambres dont 24 suites avec terrasse. Il est composé de neuf restaurants et possède des plages à proximité. En plus des sports nautiques, il offre des courts de tennis, des courts de squash et autres.